# Fläckebo församling
Fläckebo församling var en församling i Västerås stift och i Sala kommun i Västmanlands län. Församlingen uppgick 2008 i Västerfärnebo-Fläckebo församling.

## Administrativ historik
Församlingen har medeltida ursprung och utgjorde till 1962 ett eget pastorat. Från 1962 till 2008 var församlingen annexförsamling i pastoratet Västerfärnebo, Fläckebo och Karbenning, där Karbenning utgick från en tidpunkt före 2003. Församlingen uppgick 2008 i Västerfärnebo-Fläckebo församling.

## Kyrkor
- Fläckebo kyrka